# 木原円次

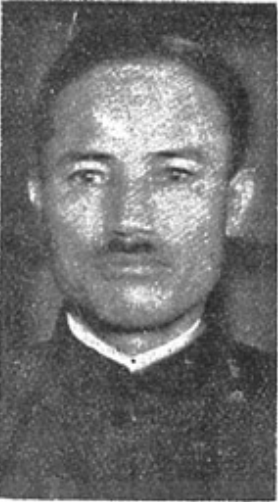
木原円次

木原 円次（きはら えんじ、1891年（明治24年）4月1日 - 没年不詳）は、台湾総督府官僚、陸軍司政長官。台北市尹、台北市長。弁護士。

## 経歴
広島県安芸郡海田市町（現在の海田町）出身。1914年（大正3年）に陸軍士官学校（26期）を卒業し、歩兵少尉に任官。1918年（大正7年）に中尉に昇進するが、1920年（大正9年）に病のため予備役となった。1921年（大正10年）、中央大学を卒業し、会計検査院書記を務めながら、翌年に弁護士試験と高等試験に合格した。1923年（大正12年）、台湾総督府属となり、警視、事務官・警務局理蕃課長、台北州警務部長、警務局警務課長、新竹州内務部長、内務局土木課長、専売局参事・庶務課長を歴任。1937年（昭和12年）、総督官房調査課長となり、1939年（昭和14年）には企画部長となった。台北市尹、台北市長を経て、1941年（昭和16年）に専売局長に就任した。
1942年（昭和17年）、陸軍司政長官となり、第16軍軍政監部付（ジャワ島）として、ケデリ州長官、プリアンガン州長官を務めた。1945年（昭和20年）退官し、弁護士を開業した。